# Pasta de judía fermentada

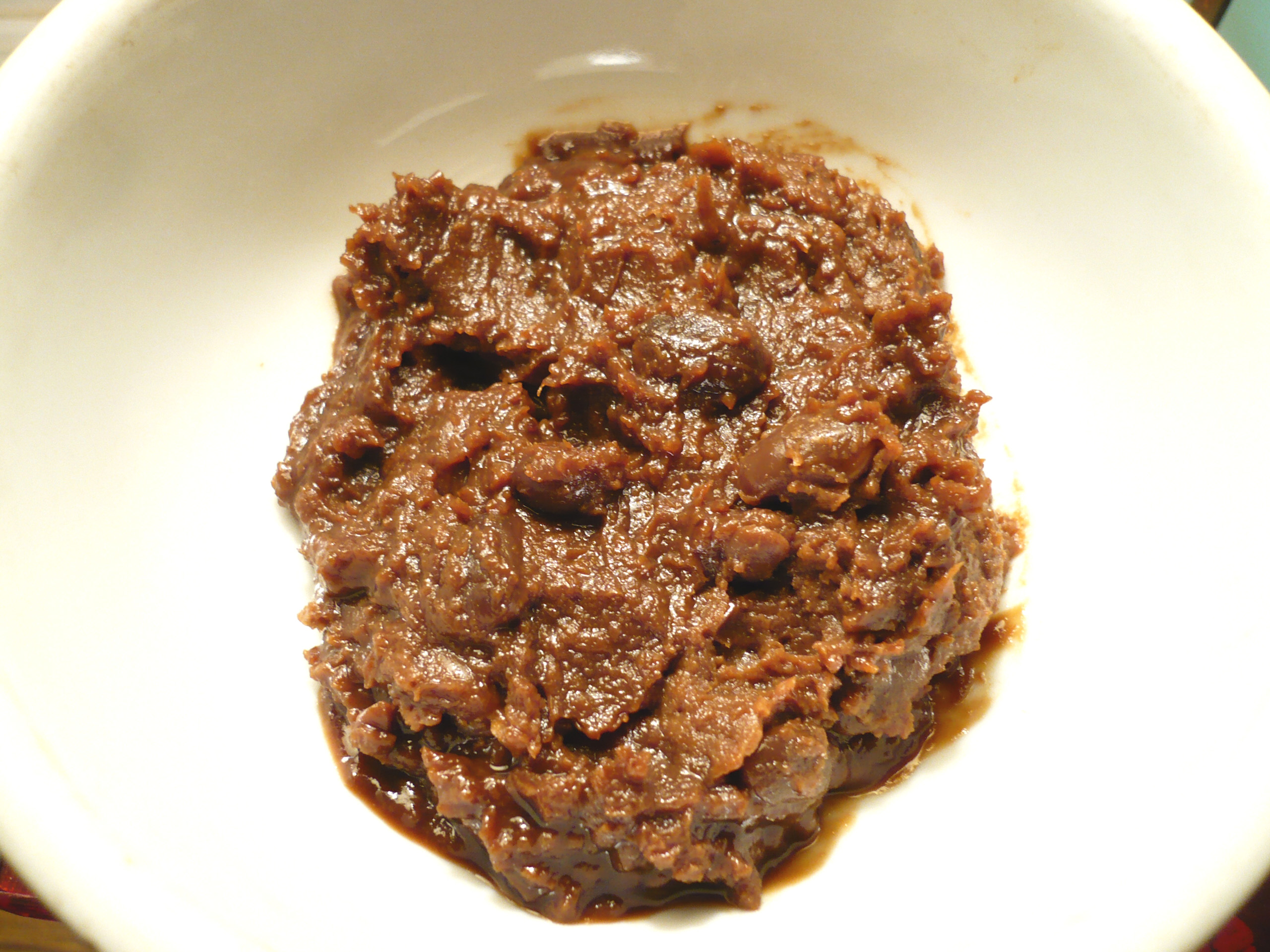
Un cuenco de doenjang.

La pasta de frijoles fermentados es una categoría de alimentos fermentados elaborados típicamente a partir de soja molida, y originarios de la cocinas del este y sureste de Asia. En algunos casos, como en la producción de miso, pueden usarse también otras legumbres, como el haba.

## Características
Las pastas suelen ser saladas y sabrosas, pero también picantes, y se usan como condimento para dar sabor a recetas de salteados, estofados y sopas. Los colores de las pastas van del moreno claro al marrón rojizo u oscuro. Las diferencias en color se deben a los diferentes métodos de producción tal como las condiciones de fermentación, la adición de harina de trigo, mantou pulverizado, arroz o azúcar, y la presencia de diferente microflora, como bacterias u hongos, así como a si la soja se tuesta (como en el chunjang) o cura (como en el tauchu) antes de molerla.
Las pastas de judía fermentada son a veces el material de partida para la producción de salsas de soja, como el tamari, o un producto adicional creado de la misma masa fermentada. Debido al contenido proteínico de las judías, el proceso de fermentación libera una gran cantidad de aminoácidos, que cuando se combinan con la abundante sal usada en la producción resulta en un producto muy umami. Esto es especialmente cierto en el caso del miso, que puede usarse como ingrediente principal de ciertos platos, como la sopa de miso.

## Tipos
Algunos tipos de pasta de judía fermentada (todos basados en soja) son:
| Plato                  | Cocina de |
| ---------------------- | --------- |
| Doubanjiang            | China     |
| Douchi                 | China     |
| Salsa de judía dulce   | China     |
| Tauchu                 | China     |
| Pasta de soja amarilla | China     |
| Dajiang                | China     |
| Doenjang               | Corea     |
| Gochujang              | Corea     |
| Cheonggukjang          | Corea     |
| Tauco                  | Indonesia |
| Miso                   | Japón     |
| Nattō                  | Japón     |
| Tương                  | Vietnam   |